# Egyptisk vitlotus
Egyptisk vitlotus (Nymphaea lotus) är en näckrosväxt som växer i olika delar av tropiska Afrika och sydvästra Asien. I tropiska Asien och Australien ersätts arten av den snarlika bronslotusen (N. pubescens). Den föredrar klart, varmt, stillastående och svagt surt vatten. En population växer i de termiskt varma vattnen i den rumänska floden Peţa. Vattentemperaturen här är konstant 30-31°C vilket möjliggör att den tropiska arten kan klara sig. Populationer räknas som en tertiär relikt och urskiljs ibland som varieteten Nymphaea lotus var. thermalis
Egyptisk vitlotus är en flerårig, vattenlevande ört. Bladen blir 10-35 cm och är äggrunda till rundade med tandade kanter och hårlösa undersidor. De är gröna, ibland med bruna fläckar på ovansidan. Blommorna hålls ovanför vattenytan, de är öppna på natten, starkt doftande och de blir 10-18 cm i diameter. Foderbladen är fyra. Kronbladen är cirka 20 stycken, vita eller gräddvita, sällsynt svagt rosa.
Bronslotus (N. pubescens) är mycket lik denna art, men den har håriga bladundersidor.
Rester av egyptisk vitlotus har hittats i farao Ramses II:s grav. Egyptierna helgade blomman åt Isis. Egyptisk vitlotus har efterbildats i de egyptiska templens kolonner och kapitäl. Denna "egyptiska lotus" omtalades av Herodotos såsom använd som föda (de stärkelserika fröna och rotstockarna). Blommorna användes av araberna som läkemedel mot gulsot.

## Sorter
Det finns några sorter av egyptisk vitlotus, som används som akvarieväxter:
- 'Tiger Lotus Green'
- 'Tiger Lotus Blau'

Den har också korsats med bronslotus och hybridens vetenskapliga namn är Nymphaea × ortgiesiana.

## Synonymer
Synonyma svenska namn är tropisk näckros, tigerlotus och vit lotus. 
För vetenskapliga synonymer, se Wikispecies.